# Anereuthina ocularia
Anereuthina ocularia là một loài bướm đêm trong họ Noctuidae.